# Любомир Шопов
Любомир Григоров Шопов е български дипломат и политик от БКП.

## Биография
Роден е 24 септември 1942 г. в София. Син е на видния комунистическия функционер Григор Шопов. Завършва дипломация в Московския институт за международни отношения (МГИМО). От 1971 г. е член на БКП. Служител на българското посолство в Москва от 1968 до 1974 г. Завежда сектор „Международни връзки“ в Градския комитет на БКП в София и инструктор в отдел „Задгранични кадри“ на ЦК на БКП. От 1979 г. в продължение на 5 години ръководи правителствената делегация на България с ранг на посланик на преговорите между Варшавския договор и НАТО за разоръжаването в Централна Европа. Между 1985 и 1988 г. е начело на отдел „Балкански страни“ при Министерството на външните работи. В периода ноември 1988-декември 1989 г. е завеждащ отдел за работа с българските турци. По същото време е председател на Съвета по възродителния процес. От 13 декември 1988 г. е кандидат-член на ЦК на БКП. Членува в Асоциацията на разузнавачите от запаса и на Национална асоциация „Сигурност“. Пише редица книги за работата си в отдел „Балкански страни“ (Отдел „Трети“), "Геноцид", "Титаник BG" и Възродителния процес („Турският въпрос и Държавната сигурност“ първа и втора част). Умира на 11 ноември 2020 г. в София.Бележки
1. ↑  Дипломатът Любомир Шопов представи новата си книга „Турският въпрос и държавната сигурност“ е посветена на бащата на автора – Григор Шопов
2. ↑  Запис от пленум на ЦК на БКП, състоял се на 13 и 14 декември 1988 г., с. 333
3. ↑  Дипломатът Любомир Шопов представи новата си книга „Турският въпрос и държавната сигурност“ е посветена на бащата на автора – Григор Шопов
4. ↑  Почина дипломатът Любомир Шопов. Fakti.bg